# Jörgen Warborn
Jörgen Tage Wilhelm Warborn (ur. 23 stycznia 1969 w Varbergu) – szwedzki polityk i przedsiębiorca, parlamentarzysta krajowy, poseł do Parlamentu Europejskiego IX i X kadencji.

## Życiorys
Studiował na International University of Monaco, kształcił się też w Londynie i Bostonie. Prowadził własną działalność gospodarczą. Zaangażował się w działalność polityczną w ramach Umiarkowanej Partii Koalicyjnej. Działał w samorządzie gminy Varberg, w 2011 został przewodniczącym zarządu tej gminy, pełnił tę funkcję do 2014.
W 2014 po raz pierwszy uzyskał mandat posła do Riksdagu, z powodzeniem ubiegał się o reelekcję w wyborach w 2018. W 2016 został przewodniczącym działającej przy swoim ugrupowaniu rady do spraw przedsiębiorczości. W wyborach w 2019 został wybrany na deputowanego do Parlamentu Europejskiego IX kadencji. Z powodzeniem ubiegał się o poselską reelekcję w 2024.